# تبديل أذيني
التبديل الأذيني (بالإنجليزية: Atrial switch)‏ عملية للقلب تقوم بعلاج انقلاب وضع الأوعية الكبرى اليميني، ويقام فيها بتكوين عارض شرياني لتوجيه الدم المتدفق إلى الأذين وإسترجاع الرابط بين الدورة الدموية الصغرى والكبرى. يوجد نوعين من عملية التبديل الأذيني، تقنية سيننغ والتي يستخدم فيها خلايا المريض نفسه (التامور) لتكوين العارض وتقنية موستارد التي يستخدم فيها مواد صناعية.